# Detlef Müller (Fußballspieler, 1965)
Detlef Müller (nach Namenswechsel Metin Mert; * 21. Mai 1965 in Duisburg) ist ein ehemaliger türkischer Fußballspieler und -torwarttrainer deutscher Herkunft.

## Karriere
Seine Karriere begann der spätere Torwart nicht im Tor, sondern als Feldspieler des SV Wanheim 1900 im Duisburger Süden. Durch den Ausfall des damaligen Stamm-Torwarts wurde Detlef Müller während eines Spieles ins Tor gestellt. Das war der Anfang seiner Fußballkarriere, die ab diesem Zeitpunkt stets bergauf ging. Die weiteren Stationen während seiner Jugendzeit waren Duisburg 1900, VfB Homberg von wo aus er dann zum VfL Bochum wechselte und seinen ersten Vertrag unterschrieb. 1985 wechselte der 20-Jährige aus Duisburg zu Westfalia Herne in die Oberliga Westfalen, wo er „dank seiner offenen Art und seiner tollkühnen Paraden schnell zum Publikumsliebling avancierte“. Mit dem Verein und Trainer Pedro Milašinčić wurde er 1986/87 Dritter und 1987/88 Vizemeister der Oberliga. Bereits in seiner Herner Zeit wurde ihm zugeschrieben, dass er im Training und Spiel immer einen Tick mehr als andere gegeben habe. Bis 1988 spielte er in Herne, als er während eines Türkei-Urlaubes beim Strandfußball vom ehemaligen Dortmunder Profi Erdal Keser angesprochen wurde und Angebote aus der türkischen Liga erhielt und spontan annahm. Mit 25 Jahren wechselte Detlef Müller zu Sarıyer SK Istanbul. Er etablierte sich in der türkischen Liga und wurde schnell zum Liebling der Massen, die ihn als „Panther vom Bosporus“ verehrten. Nach fünf Jahren wurde der Ex-Torhüter von Westfalia Herne türkischer Staatsbürger, konvertierte zum Islam und nahm den Namen Metin Mert an. Von 1995 bis 1997 spielte er für Trabzonspor und nahm mit dem Klub am UEFA-Pokal 1996/97 teil. Nach zwei Auftaktsiegen scheiterte man am späteren Titelträger FC Schalke 04. Von 1997 bis 2002 stand er bei Kocaelispor unter Vertrag und gewann 2002 den türkischen Pokal. Noch mit 39 Jahren stand er beim Zweitligisten Antalyaspor im Tor.

Das Istanbuler Goethe-Institut resümiert zu dem deutsch-türkischen Fußballtransfer:

„Kalli Feldkamp, Sigi Held, Toni Schumacher, Rüdiger Abramczik und der legendäre Detlef Müller (heute Metin Mert), der vom Torhüter bei Westfalia Herne zum „Panther vom Bosporus“ avancierte und hier blieb - sie personifizierten weit über ihren Status als Fußballhelden auf Bank und Rasen hinaus die am Bosporus sprichwörtliche deutsch-türkische Freundschaft.“

In der Türkei spielte er von 1990 bis 2004 in 255 Ligaspielen.

### Türkische Nationalmannschaft
In einem Interview, das er der Bild-Zeitung gab, sagte Müller: „Ich habe ein Angebot erhalten, türkischer Staatsbürger zu werden und für die türkische Nationalmannschaft zu spielen.“ Nach den haushohen Niederlagen der Türkei gegen Ungarn und Irland erklärte der damalige türkische Nationaltrainer, Sepp Piontek wiederum gegenüber der Bild-Zeitung, dass Müller bereits am 27. Februar 1991 im Spiel gegen Jugoslawien auflaufen könnte, wenn die Verfahren zum Erwerb der türkischen Staatsbürgerschaft bis dahin abgeschlossen seien. Nach dieser Ankündigung verkündete Engin İpekoğlu, der damalige türkische Nationaltorwart und Torhüter von Beşiktaş, dass er nicht mehr für die türkische Nationalmannschaft spielen werde. Hayrettin Demirbaş, Ersatztorwart der türkischen Nationalmannschaft und gleichzeitig Torhüter von Galatasaray, erklärte: „Wenn Müller dabei ist, bin ich raus.“ Parallel zu diesen Reaktionen wurden Nachrichten veröffentlicht, denen zufolge ausländische Torhüter in der türkischen Süper Lig gesperrt werden sollten.